# Comité social et économique
Cet article possède un paronyme, voir Conseil économique et social.
Pour les articles homonymes, voir CSE.
En France, un comité social et économique (CSE) est une instance représentative du personnel qui succède aux anciennes instances représentatives suivantes : délégués du personnel, comité hygiène sécurité et conditions de travail (CHSCT) et comité d’entreprise, progressivement à compter du 1er janvier 2018. Le CSE devient ainsi l'unique institution représentative du personnel dans l'entreprise. Les missions et le fonctionnement du CSE varient en fonction du nombre de salariés dans l'entreprise. Au-delà de certains seuils d'effectifs, les prérogatives du CSE sont plus importantes.
Dans la fonction publique française, l'évolution des instances représentatives du personnel a été définie par la loi de transformation de la fonction publique de 2019 qui a créé, au 1er janvier 2023, les « Comités sociaux ».

## Aspects constitutionnels
Selon l'article 8 du préambule de la Constitution du 27 octobre 1946 qui fait partie du bloc de constitutionnalité de la Constitution de la Ve République :

« Tout travailleur participe, par l'intermédiaire de ses délégués, à la détermination collective des conditions de travail ainsi qu'à la gestion des entreprises »

## Historique

### Publication de l'ordonnance
Cette instance a été créée par l'ordonnance n° 2017-1386 du 22 septembre 2017 (dite "ordonnance Macron"), relative à la nouvelle organisation du dialogue social et économique dans l'entreprise et favorisant l'exercice et la valorisation des responsabilités syndicales, prise sur le fondement de la loi n° 2017-1340 du 15 septembre 2017 d'habilitation à prendre par ordonnances les mesures pour le renforcement du dialogue social et ratifiée par la loi n° 2018-217 du 29 mars 2018.

### Publication du décret d'application
Le décret d'application n° 2017-1819 du 29 décembre 2017 relatif au comité social et économique est publié au Journal officiel de la République française (JORF) n°0304 du 30 décembre 2017,.
L'entrée en vigueur a lieu le 1er janvier 2018, mis à part pour le paragraphe 4 (articles R. 2315-51 et R. 2315-52) du décret qui régit l'habilitation des experts en qualité du travail et de l’emploi qui entre en vigueur le 1er janvier 2020.

## Fonctionnement

### Obligation
Toutes les entreprises comprenant 11 salariés ou plus doivent avoir un comité social et économique (CSE). Les entreprises peuvent être regroupées en une unité économique et sociale (UES) et c'est alors le total des salariés de toutes les entreprises composant l'UES qui est pris en compte.

### Calcul de l'effectif de l'entreprise
Le chiffre retenu pour le nombre de salariés correspond au nombre d'équivalents temps plein, calculé sur 12 mois. Ainsi, le nombre de salariés prend en compte les temps partiels et les contrats de moins de 12 mois (ou terminés dans les 12 mois précédant le calcul).
Par exemple, un salarié à temps partiel sur les 12 derniers mois effectuant 25 heures par semaine compte pour 25/35 ≈ 0,71 salariés, et un salarié ayant travaillé pendant 4 mois à temps plein pendant les 12 derniers mois compte pour 4/12 ≈ 0,33 salariés. Les calculs se combinent pour les salariés à temps partiel ayant travaillé moins d'un an sur les 12 derniers mois.

### Composition
Il est constitué de la délégation du personnel et de l'employeur qui en assure la présidence.
De plus :
- pour les entreprises de moins de 300 salariés, il comprend le délégué syndical ;
- pour les entreprises de plus de 300 salariés, il comprend l'ensemble des syndicats représentatifs dans l’entreprise (cf. élections syndicales).

### Élections de la délégation du personnel
- L'employeur organise l’élection.
- L'employeur négocie les modalités de scrutin et établit la liste des candidats en concertation avec les syndicats.
- Le scrutin est réalisé dans les 90 jours suivant l'annonce de l’élection aux salariés.
- S'il n'y a pas d'annonce de scrutin, après un procès-verbal de carence, les syndicats peuvent obliger l'employeur à procéder à l’élection d'un CSE dans les 6 mois.
- Conditions de candidature, au jour du scrutin :
  - le salarié candidat, pour les entreprises de plus de 50 salariés, ne peut pas se présenter successivement plus de trois fois.
  - le salarié candidat doit être majeur, dans l'entreprise depuis plus d'un an et ne pas avoir de lien de parenté avec l'employeur.

### Protection des membres du personnel
Les salariés présents au CSE ont le statut de salariés protégés et bénéficient de garanties juridiques particulières. L'autorisation de l'inspecteur du travail est requise avant tout licenciement d'un élu au CSE.

### Durée et renouvellement du mandat
Par défaut, la durée est de 4 ans. Un accord au sein du CSE peut faire varier la durée du mandat entre 2 et 4 ans.

### Réunion
L'employeur a l'obligation de convoquer aux réunions du CSE les membres qui sont titulaires.
Le CSE se réunit par défaut :
- une fois par mois pour les entreprises de moins de 50 salariés ;
- une fois tous les deux mois pour les entreprises dont le nombre de salariés est compris entre 50 et 299 ;
- une fois par mois pour les entreprises de plus de 300 salariés.

Un accord collectif peut faire varier le nombre de réunions. Dans tous les cas, ce nombre ne doit pas être inférieur à 6 fois par an.

### Procès-verbal des réunions
Les délibérations du CSE sont consignées dans un procès-verbal établi par le secrétaire du comité dans un délai de 15 jours suivant la réunion, sauf accord ou situation particulière. Ce PV contient au moins le résumé des délibérations du comité et la décision motivée de l’employeur sur les propositions faites lors de la précédente réunion.
Par ailleurs, l’employeur ou la délégation du personnel du CSE peuvent décider du recours à l’enregistrement ou à la sténographie des séances du comité. Dans ce cas, lorsqu’il est fait appel à une personne extérieure pour sténographier les séances du comité, celle-ci est tenue à la même obligation de discrétion que les membres du comité social et économique.

### Heures de délégation et financement
- Les réunions et formation du CSE sont rémunérées comme du temps de travail effectif. Le nombre d'heures de délégation ne peut être inférieur à :
  - 10 h par mois dans les entreprises de moins de 50 salariés
  - 16 h par mois dans les entreprises de plus de 50 salariés
- Les entreprises de plus de 50 salariés versent un financement de 0,20 % de la masse salariale sociale pour le budget relatif aux attributions économiques et professionnelles (dit "budget de fonctionnement ").
- Les entreprises de plus de 2 000 salariés versent un financement de 0,22 % de la masse salariale sociale pour le budget relatif aux attributions économiques et professionnelles (dit "budget de fonctionnement ").

Pour plus de détails se référer au tableau des heures de délégation du CSE:
| Effectif (nb de salariés) | Nb d'élus titulaires | Nb mensuel d'heures de délégation | Total d'heures de délégation |
| ------------------------- | -------------------- | --------------------------------- | ---------------------------- |
| 11 à 24                   | 1                    | 10                                | 10                           |
| 25 à 49                   | 2                    | 10                                | 20                           |
| 50 à 74                   | 4                    | 18                                | 72                           |
| 75 à 99                   | 5                    | 19                                | 95                           |
| 100 à 124                 | 6                    | 21                                | 126                          |
| 125 à 149                 | 7                    | 21                                | 147                          |
| 150 à 174                 | 8                    | 21                                | 168                          |
| 175 à 199                 | 9                    | 21                                | 189                          |
| 200 à 249                 | 10                   | 22                                | 220                          |
| 250 à 399                 | 11                   | 22                                | 242                          |
| 400 à 499                 | 12                   | 22                                | 264                          |
| 500 à 599                 | 13                   | 24                                | 312                          |
| 600 à 799                 | 14                   | 24                                | 336                          |
| 800 à 899                 | 15                   | 24                                | 360                          |
| 900 à 999                 | 16                   | 24                                | 384                          |
| 1000 à 1249               | 17                   | 24                                | 408                          |
| 1250 à 1499               | 18                   | 24                                | 432                          |
| 1500 à 1749               | 20                   | 26                                | 520                          |
| 1750 à 1999               | 21                   | 26                                | 546                          |
| 2000 à 2249               | 22                   | 26                                | 572                          |
| 2250 à 2499               | 23                   | 26                                | 598                          |
| 2500 à 2999               | 24                   | 26                                | 624                          |
| 3000 à 3499               | 25                   | 26                                | 650                          |
| 3500 à 3999               | 26                   | 27                                | 702                          |
| 4000 à 4249               | 26                   | 28                                | 728                          |
| 4250 à 4749               | 27                   | 28                                | 756                          |
| 4750 à 4999               | 28                   | 28                                | 784                          |
| 5000 à 5749               | 29                   | 29                                | 841                          |
| 5750 à 5999               | 30                   | 29                                | 870                          |
| 6000 à 6749               | 31                   | 29                                | 899                          |
| 6750 à 6999               | 31                   | 30                                | 930                          |
| 7000 à 7499               | 32                   | 30                                | 960                          |
| 7500 à 7749               | 32                   | 31                                | 992                          |
| 7750 à 8249               | 32                   | 32                                | 1024                         |
| 8250 à 8999               | 33                   | 32                                | 1056                         |
| 9000 à 9749               | 34                   | 32                                | 1088                         |
| 9750 à 9999               | 34                   | 34                                | 1156                         |
| 10 000                    | 35                   | 34                                | 1190                         |

### Les commissions à mettre en place au sein du CSE
La commission santé, sécurité et conditions de travail (CSSCT) est obligatoire pour toutes les entreprises et établissements distincts d’au moins 300 salariés. Selon l’article L2315-36 du Code du travail, dans les entreprises de moins 300 salariés elle n’est obligatoire que pour les installations nucléaires et sites Seveso. Les membres de cette commission SSCT sont désignés par le CSE parmi ses titulaires ou suppléants, et sont au minimum au nombre de 3. Contrairement au CHSCT, la CSSCT ne dispose pas d’une autonomie de décision : elle ne détient ni personnalité civile (cf. impossibilité d’ester en justice), n’est pas consultée et ne peut désigner un expert (article L2315-38 du Code du travail).

### Modification des compétences
Si le nombre de salariés, pendant les douze derniers mois précédant la création ou le renouvellement de l'instance, est inférieur à 50 salariés alors les compétences sont réduites.

### Suppression & Démission
Si, à l'expiration du mandat du CSE, l'entreprise n'a pas atteint 11 salariés, alors le CSE n'est pas renouvelé et il est supprimé.
Il est aussi possible de démissionner de sa mission de membre du CSE via l’article L2314-33 du code du travail.

## Rôle

### Des compétences adaptées à la taille de l'entreprise
Les compétences du CSE d'une entreprise diffèrent selon sa taille :
- pour les entreprises de 11 à 49 salariés : les compétences sont comparables à celles des délégués du personnel.
- pour les entreprises de plus de 50 salariés : les compétences réunissent celles des comité d'entreprise, CHSCT et délégués du personnel.

### Rôle dans l'ensemble des entreprises
Le CSE présente au chef d'entreprise les réclamations individuelles et collectives des salariés et favorise leur expression collective. Les membres de la délégation du personnel peuvent saisir l'inspection du travail d'observations ou de plaintes sur le respect par l'employeur d'éléments sur lesquels porte le contrôle de l'application du droit du travail. Le CSE peut réaliser des enquêtes en cas d'accident du travail ou de maladie professionnelle. Il est associé à l'évaluation des risques professionnels consignés par l'employeur dans le document unique.

### Consultations
En s'appuyant sur la loi Rebsamen, le comité social et économique a pour objectif de participer aux consultations annuelles portant, pour l'entreprise concernée, sur :
- les orientations stratégiques de l'entreprise ;
- la situation financière et économique de l'entreprise ;
- la politique sociale de l'entreprise, les conditions de travail et l'emploi.

La liste des consultations incombant au CSE est donnée par l'article L. 2312-18 du code du travail issu de l'ordonnance n° 2017-1386. Le comité social et économique sera amené à donner son avis unique concernant l’ensemble de ces consultations.
Dans les entreprises d'au moins 300 salariés, le CSE doit également être consulté lors de la mise en œuvre de nouveaux moyens de contrôle de l'activité des salariés. Il doit l'être également en cas de projet de licenciement collectif pour motif économique ou même de réduction sensible des effectifs, y compris si elle ne prévoit pas de licenciement (plan de départs volontaires par exemple). Le CSE doit également être saisi lorsqu'une offre publique d'acquisition est présentée ou qu'une procédure collective est engagée.

#### Consultations sur les orientations stratégiques
Les articles de l'ordonnance n° 2017-1386 concernés par les orientations stratégiques de l'entreprise sont :
- Art. L. 2312-17 1° : le comité social et économique est consulté sur les orientations stratégiques de l'entreprise ;
- Art. L. 2312-20 : un accord de groupe peut prévoir que la consultation sur les orientations stratégiques est effectuée au niveau du comité de groupe. Il prévoit les modalités de transmission de l'avis du comité de groupe :

1° A chaque comité social et économique du groupe, qui reste consulté sur les conséquences de ces orientations stratégiques ;
2° A l'organe chargé de l'administration de l'entreprise dominante de ce groupe, définie à l'article L. 2331-1.
- Art. L. 2312-22 : en l'absence d'accord prévu à l'article L. 2312-19, le comité social et économique est consulté chaque année sur :

1° Les orientations stratégiques de l'entreprise dans les conditions définies au sous-paragraphe 1er ;
- Art. L. 2312-24 : le comité social et économique est consulté sur les orientations stratégiques de l'entreprise, définies par l'organe chargé de l'administration ou de la surveillance de l'entreprise, et sur leurs conséquences sur l'activité, l'emploi, l'évolution des métiers et des compétences, l'organisation du travail, le recours à la sous-traitance, à l'intérim, à des contrats temporaires et à des stages. Cette consultation porte, en outre, sur la gestion prévisionnelle des emplois et des compétences et sur les orientations de la formation professionnelle.

Le comité émet un avis sur les orientations stratégiques de l'entreprise et peut proposer des orientations alternatives. Cet avis est transmis à l'organe chargé de l'administration ou de la surveillance de l'entreprise, qui formule une réponse argumentée. Le comité en reçoit communication et peut y répondre.
Un décret en Conseil d'État précise le contenu des informations prévues au présent article.

### Recours à des experts
Le CSE peut se faire assister d'experts, soit dans le cadre des consultations annuelles, soit de sa propre initiative.

#### Expertises dans le cadre des consultations récurrentes
Le comité social et économique peut décider de recourir à un expert en vue de l'examen des orientations stratégiques de l'entreprise, en vue de la consultation sur la situation économique et financière de l'entreprise et dans le cadre de la consultation récurrente sur la politique sociale de l'entreprise, les conditions de travail et l'emploi.
En particulier sur les orientations stratégiques, l'article L.2315-87 de l'ordonnance n° 2017-1386 dispose :

« Le comité social et économique peut décider de recourir à un expert en vue de l'examen des orientations stratégiques de l'entreprise prévu au 1° de l'article L. 2312-17. »

#### Expertises en vue d'une consultation ponctuelle
Le CSE peut décider de recourir à un expert-comptable de son choix : lors d'opérations de concentration ou d'offres publiques d'acquisition ; lors de  l'exercice du droit d'alerte économique ; en cas de licenciements collectifs pour motif économique. Le comité peut également mandater un expert-comptable afin qu'il apporte toute analyse utile aux organisations syndicales pour préparer les négociations prévues au l'article L2254-2 du code du travail (accord d'entreprise relatif à l'aménagement de la durée du travail, aménagement de la rémunération, détermination des conditions de la mobilité professionnelle). Il en est de même  pour la négociation d'un accord collectif peut déterminer le contenu du plan de sauvegarde de l'emploi (L. 1233-24-1).

#### Expertises techniques
Dans les entreprises d'au moins trois cents salariés, le comité social et économique peut décider de recourir à un expert technique de son choix à l'occasion de tout projet d'introduction de nouvelles technologies et tout aménagement important modifiant les conditions de santé, de sécurité ou les conditions de travail ; toujours pour les  entreprises d'au moins trois cents salariés, le recours à  un expert technique est possible en vue de préparer la négociation sur l'égalité professionnelle.

### Activités sociales et culturelles
Concernant les entreprises d'au moins 50 salariés, le CSE endosse pleinement le rôle, les responsabilités et les missions auparavant dévolues au comité d'entreprise. Le CSE a pour mission de mettre en place des activités sociales et culturelles dans l'entreprise afin d'améliorer les conditions de travail des employés.
Contrairement à la subvention de fonctionnement pour le budget relatif aux attributions économiques et professionnelles, qui est une obligation dans les entreprises de plus de 50 salariés, la subvention d'un budget lié aux activités sociales et culturelles reste facultative pour l'entreprise. C'est l'employeur qui décide s'il souhaite allouer un budget pour les activités sociales et culturelles et quel en sera son montant. Après avoir fixé un montant de subvention pour les activités sociales et culturelles, l'employeur ne pourra plus le baisser l'année suivante, en proportion de la masse salariale brute. Un accord d'entreprise permet de fixer le montant de la contribution versée chaque année par l'employeur pour financer les activités sociales et culturelles du CSE,,.
Comme pour les comités d'entreprise, certaines prestations proposées par le CSE peuvent être exonérées de cotisations sociales si elles respectent des conditions bien précises définies par l'URSSAF. Il existe 7 catégories qui permettent une telle exonération : 
- les aides finançant des activités de services à la personne et de garde d’enfant ;
- l'attribution de cadeaux et de bons d’achat ;
- les chèques-culture, les biens ou prestations de nature culturelle ;
- la participation aux vacances, les réductions tarifaires pour les voyages, la pratique sportive ;
- les chèques vacances ;
- le secours ;
- le financement de la retraite supplémentaire et de prévoyance complémentaire[22].

Pour les entreprises de moins de 50 salariés, il n'est pas obligatoire de mettre en place ces avantages mais peuvent résulter d'un accord ou d'un engagement volontaire de l'employeur. Cependant, il devra s'occuper lui même de mettre en place les avantages salariés car le CSE n'a pas cette compétence dans une entreprise de moins de 50 salariés. En effet, dans une entreprise de moins de 50 employés, le CSE n'étant pas reconnu comme une personne civile et n'ayant pas le droit d'ouvrir un compte bancaire, aucun budget ne peut être géré directement par cette instance. Les avantages devront toujours respecter les conditions définies par l'URSSAF.

## Le comité social et économique central
Les entreprises disposant de plusieurs établissements pourront également mettre en place un CSE central (CSEC), reprenant les compétences du comité central d'entreprise. La composition du CSE central intègre l'employeur ou son représentant (éventuellement assisté de 2 collaborateurs) et un représentant syndical de chaque organisation représentative du personnel présente dans la société. Cette assemblée sera dotée d'autant de membres suppléants que de titulaires. Elle pourra également être complétée par d'autres membres lors de séances portant sur la santé, la sécurité et les conditions de travail.

## Le conseil d'entreprise
Pourra également être mis en place, au sein des entreprises concernées, un conseil d'entreprise. Ce conseil sera utilisé lorsque les délégués syndicaux seront associés à la démarche.